# 名城大学
名城大学（めいじょうだいがく、英語: Meijo University）は、愛知県名古屋市天白区塩釜口一丁目501番地に本部を置く日本の私立大学。1926年創立、1949年大学設置。

## 概観

### 大学全体
10学部9研究科を擁する中部圏最大の総合大学である。学生数1万5000人を超える文理融合型総合大学。大学院独立研究科として総合学術研究科を設置している。
愛知県名古屋市中村区に附属高校を有する。

## 沿革

### 年表
- 1926年（大正15年）5月 - 田中壽一により、名古屋高等理工科講習所を愛知県名古屋市中区御器所町古市場20番地（現在の愛知県名古屋市中区千代田三丁目）の私立尾張商業学校内臨時校舎に開設。
- 1928年（昭和3年）4月 - 名古屋高等理工科講習所を名古屋高等理工科学校に改称の上、愛知県知事により認可され、愛知県名古屋市中区新栄町3丁目16番地（現在の愛知県名古屋市中区東桜二丁目23街区）に開校。
- 1933年（昭和8年） - 名古屋高等理工科学校が高等科の修業年限を3か年に延長する。また、修業年限3年の中等科の増設が認可。
- 1937年（昭和12年） - 校舎を名古屋市中区不二見町22番地（皇華女学校跡地。現在の愛知県名古屋市中区富士見町2番）へ移転。
- 1942年（昭和17年） - 名古屋高等理工科学校の第1校舎を愛知県名古屋市中村区新富町1丁目に開設した中村校舎へ移転。これに伴い、従来の不二見町校舎は第2校舎へと改称。
- 1946年（昭和21年）10月 - 財団法人名古屋高等理工科学園設立。
- 1947年（昭和22年）
  - 9月 - 旧制専門学校令による最後の専門学校として名古屋専門学校が設置（開学記念日の9月22日はこの名古屋専門学校が認可された日を採用）。
  - 4月 - 名古屋理工中学校が設置。
- 1948年（昭和23年） - 名古屋専門学校の新制移行に伴い、応用物理学科、数学科、法政科、商科を設置（これが後の大学組織の原型となる）。学校教育法により名古屋文理高等学校として設置認可され、開校。名古屋理工中学校を名古屋文理中学校に名称変更。
- 1949年（昭和24年）
  - 2月 - 私立学校法に基づき、名城大学商学部第一部の設置が認可。
  - 3月 - 名城大学商学部第二部の設置が認可。
  - 4月 - 名城大学開学。商学部第一部、商学部第二部を設置。
- 1950年（昭和25年）
  - 4月 - 名城大学に法商学部第一部（法学科・商学科）、法商学部第二部（法学科・商学科）、理工学部第一部（電気工学科・機械工学科・建設工学科・数学科）、理工学部第二部（電気工学科・機械工学科・建設工学科・数学科）、農学部（農学科）を設置。名城大学の商学部を廃止。短期大学部を併設し、商経科第一部、商経科第二部を設置。
  - ５月 - 愛知県名古屋市昭和区駒方町の名古屋陸軍造兵廠八事生徒舎跡地に駒方校舎（後の駒方校地）を開設。
- 1951年（昭和26年）
  - 3月 - 財団法人名古屋高等理工科学園を学校法人名城大学に組織変更。
  - 4月 - 名古屋文理中学校、名古屋文理高等学校を名城大学附属中学校、名城大学附属高等学校に名称変更し、普通科、商業科、電気科、機械科を設置する。愛知県春日井市鷹来町に鷹来校舎（現在の春日井（鷹来）キャンパス）を開設。教職課程を設置。
  - 10月- 学歌と応援歌が誕生。
- 1953年（昭和28年） - 学校経営の不透明さと施設の貧弱さに抗議する紛争（学生運動ではない）が勃発。以後、創立者、教職員、理事会と三つ巴の10年間にわたる泥沼の紛争に突入（実態としては創立者、理事会の内部抗争であった）。
- 1954年（昭和29年）4月 - 大学に薬学部薬学科を、短期大学部に電気科第一部、機械科第一部を設置。大学院商学研究科商学専攻修士課程を設置。これらを駒方校舎に開設。
- 1955年（昭和30年） - 名古屋専門学校が廃校。薬学部を駒方校舎から愛知県名古屋市昭和区天白町大字八事（現在の愛知県名古屋市天白区八事山）に開設した八事校舎（後の八事キャンパス）に移転。
- 1959年（昭和34年） - 学園紛争について国会に「学校法人名城大学の機能停止に関し国会の国政調査権発動要請についての陳情書」が提出され、名城大学の学園紛争解決は国会および文部省の手に委ねられる。
- 1959年（昭和34年） - 名城大学付属東京テレビ高等技術学校（現在の東京工学院専門学校）を開校。
- 1962年（昭和37年） - 「学校法人紛争の調停等に関する法律」[1]が施行される。名城大学の学園紛争を解決することを目的とした2年間の時限立法であった。
- 1963年（昭和38年） - 法に基づく調停が成立して、学園紛争が終結。この際、最後まで調停に同意しなかった一部の理事が学校法人紛争の調停等に関する法律第10条第4項の規定により文部大臣により解職された[2]。
- 1964年（昭和39年） - 大学再建のための新体制が発足する。理事会が天白台校地として愛知県名古屋市昭和区天白町大字八事（現在の愛知県名古屋市天白区塩釜口一丁目。後の天白キャンパス）の土地購入と名城大学付属東京テレビ高等技術学校の経営分離を決定。
- 1965年（昭和40年）
  - 4月 - 理工学部第一部に交通機械学科、薬学部に製薬学科を設置。
  - 7月 - 学校法人田中育英会を設立し、東京テレビ高等技術学校を学校法人名城大学より移管。
  - 10月 - 天白台校地に天白第一グラウンドが竣工。
  - 12月 - 本部棟、1号館が完成。本部、法商学部第一部、大学院商学研究科、短期大学部商経科第一部を駒方校地から天白校地へ移転。
- 1966年（昭和41年）
  - 3月 - 名城大学附属中学校を廃止。愛知県名古屋市天白区大字島田の地に建設した島田暁寮が竣工。
  - 4月 - 大学院に薬学研究科薬学専攻修士課程を開設。
- 1967年（昭和42年） - 大学に法学部一部法学科、法学部二部法学科、商学部一部商学科、商学部二部商学科を設置（法商学部第一部、法商学部第二部を学生募集停止）。大学院に法学研究科法律学専攻修士課程を開設。理工学部一部を中村校地から天白台校地に移転。
- 1968年（昭和43年）
  - 9月 - 天白台校地に名城大学校友会館が完成。翌月、建物内に名城大学内郵便局が開設。
  - 12月 - 天白5号館が竣工し、農学部を鷹来校地から天白台校地に移転（これに伴い、鷹来校舎は農学部附属農場と改称）。
- 1969年（昭和44年）
  - 3月 - 短期大学部の電気科第一部、機械科第一部を廃止。
  - 4月 - 大学院に法学研究科法律学専攻博士後期課程を設置。
- 1970年（昭和45年）4月 - 天白台校地に天白第二グラウンドが竣工。
- 1971年（昭和46年）4月 - 大学院に薬学研究科薬学専攻博士後期課程を設置。
- 1972年（昭和47年）4月 - 農学部に農芸化学科を設置。
- 1973年（昭和48年）4月 - 理工学部一部に土木工学科、建設学科を、理工学部二部に交通機械学科、土木工学科、建設学科を設置（建築工学科を廃止）。大学院に農学研究科農学専攻修士課程を設置。
- 1975年（昭和50年）4月 - 薬学部に薬学専攻科を設置。
- 1976年（昭和51年）
  - 3月 - 短期大学部の商経科二部を学生募集停止。
  - 4月 - 商学部一部に経済学科を設置。大学院農学研究科農学専攻博士後期課程を設置。
- 1977年（昭和52年）
  - 4月 - 大学院工学研究科電気工学専攻修士課程、土木工学専攻修士課程、建築学専攻修士課程を設置。商学部二部を中村校舎から天白校舎に移転。
  - 5月 - 愛知県北設楽郡豊根村に名城大学豊根施設を開設。
- 1978年（昭和53年）9月 - 名城大学30周年記念式典を挙行。
- 1983年（昭和58年） - 愛知県名古屋市天白区大字島田の地に建設していた島田寮が竣工。
- 1986年（昭和61年）
  - 4月 - 大学理工学部の電気工学科を電気電子工学科に名称変更。大学院工学研究科の電気工学専攻を大学院工学研究科電気電子工学専攻に名称変更
  - 9月 - 名城大学開学60周年。愛知県愛知郡日進町大字藤島（現在の愛知県日進市藤島）に開設した日進校地（現在の日進キャンパス）に日進総合グラウンドが竣工。
- 1988年（昭和63年）4月 - 天白キャンパスに国際交流センターを開設。
- 1990年（平成2年）4月 - 大学院工学研究科に機械工学専攻修士課程を設置。
- 1992年（平成4年）4月 - 大学院工学研究科に機械工学専攻博士後期課程、建設工学専攻博士課程を設置。
- 1993年（平成5年）
  - 4月 - 大学院工学研究科に電気電子工学専攻博士後期課程、数学専攻修士課程を設置。大学院工学研究科を大学院理工学研究科に名称変更。電子計算機室を情報センターに名称変更。
- 1994年（平成6年）4月 - 天白キャンパスに総合研究所を開設。
- 1995年（平成7年）
  - 3月 - 岐阜県可児市虹ヶ丘に可児校舎（後の可児キャンパス）が竣工。
  - 4月 - 都市情報学部都市情報学科を設置。大学院商学研究科に商学専攻博士後期課程を、大学院理工学研究科に数学専攻博士後期課程を設置。
- 1996年（平成8年）4月 - 薬学部に医療薬学科、薬学科を設置。大学院薬学研究科に医療薬学専攻修士課程を設置。大学院薬学研究科薬学専攻博士前期課程を設置。
- 1998年（平成10年）12月 - 商学部一部を商学部に、理工学部一部を理工学部に名称変更。
- 1999年（平成11年）
  - 1月 - 天白キャンパスに先端技術研究センターを開所。
  - 4月 - 法学部、商学部、理工学部が昼夜開講制に移行。農学部に生物資源学科、応用生物化学科を設置。大学院都市情報学研究科都市情報学専攻修士課程を設置。エクステンションセンターを開設。
- 2000年（平成12年）4月 - 経営学部に経営学科、国際経営学科を設置。経済学部に経済学科、産業社会学科を設置。商学部の学生募集を停止。理工学部を改組し、数学科、情報科学科、電気電子工学科、材料機能工学科、機械システム工学科、交通科学科、建設システム工学科、環境創造学科、建築学科を設置。短期大学部に情報国際科を設置。大学院経済学研究科経済学専攻修士課程を設置。
- 2001年（平成13年）
  - 3月 - 名城大学豊根施設を閉所。
  - 4月 - 大学院経営学研究科経営学専攻修士課程、大学院都市情報学研究科都市情報学専攻博士後期課程を設置。
  - 9月 - 名城大学開学75周年。
- 2002年（平成14年）
  - 4月 - 大学院総合学術研究科総合学術専攻博士課程、大学院経済学研究科経済学専攻博士後期課程を開設。大学院理工学研究科を数学専攻博士前期課程、情報科学専攻修士課程、電気電子工学専攻博士前期課程、材料機能工学専攻修士課程、機械システム工学専攻修士課程、交通科学専攻修士課程、建設システム工学専攻修士課程、環境創造学専攻修士課程、建築学専攻修士課程に改組。
  - 11月 - 天白キャンパスにタワー75、共通講義棟（現在の共通講義棟南と呼ばれている建物に相当）が完成。
- 2003年（平成15年）4月 - 人間学部人間学科を設置。大学院経営学研究科経営学専攻博士後期課程を設置。大学院薬学研究科臨床薬学専攻修士課程、生命薬学専攻修士課程を設置。
- 2004年（平成16年）4月 - 理工学部に情報工学科を設置。大学院法務研究科法務専攻専門職学位課程（法科大学院）を設置。大学院理工学研究科に数学専攻博士後期課程、電気電子・情報・材料工学専攻博士後期課程、機械工学専攻博士後期課程、社会環境デザイン工学学専攻博士課程を設置。
- 2005年（平成17年）
  - 4月 - 農学部に生物環境科学科を設置。
  - 月不明 - 短期大学部の学生募集を停止。大学院総合学術研究科総合学術専攻博士前期課程を設置。法学部、経営学部、経済学部、理工学部各昼夜開講制の学生募集を停止。天白キャンパスに共通講義棟北が完成。
- 2006年（平成18年） - 薬学部薬学科（6年制）を設置。大学院大学・学校づくり研究科大学・学校づくり専攻修士課程を設置。天白キャンパスに名城大学アジア研究所、名城大学ジェンダー研究所を開設。
- 2007年（平成19年） - 八事キャンパスに新1号館が完成。
- 2008年（平成20年）
  - 9月 - 愛知県名古屋市中村区名駅に名駅サテライト（通称「MSAT」）を設置。
  - 月不明 - 名古屋市環境局に含有値2.0mg/kgと7.4mg/kgの微量のPCBが入ったトランス2台を紛失したことを届け出。
- 2011年（平成23年）
  - 3月 - 天白キャンパスに科学技術創生館、研究実験棟Ⅰが完成。
  - 4月 - 理工学部の交通科学科を交通機械工学科に改組。大学院人間学研究科人間学専攻修士課程を設置。
  - 5月 - 理工学部の情報科学科を廃止。大学院薬学研究科の臨床薬学専攻修士課程、生命薬学専攻修士課程を廃止。
- 2012年（平成24年）
  - 4月 - 大学院薬学研究科薬学専攻博士課程（4年制）を設置。
  - 5月 - 薬学部の医療薬学科、薬学科（4年制）を廃止。
  - 10月 - 八事キャンパスに新2号館が完成。
- 2013年（平成25年）
  - 4月 - 理工学部にメカトロニクス工学科、応用化学科を設置。理工学部の機械システム工学科を機械工学科に、建設システム工学科を社会基盤デザイン工学科に改組。
  - 月不明 - 天白キャンパスに研究実験棟Ⅱが完成。理工学部の工学系入試が廃止され、学科別入試に変更。
- 2014年（平成26年）
  - 11月 - 天白キャンパスに名城大学ノーベル賞受賞記念館が完成。
  - 12月 - 天白キャンパスに名城大学青色LED共同研究センター、名城大学窒化物半導体基盤技術研究センターが完成。
- 2015年（平成27年）
  - 1月 - 大学院薬学研究科の薬学専攻博士後期課程を廃止。
  - 月不明 - 天白キャンパスに共通講義棟東、名城大学先端科学技術研究所、名城大学光デバイス研究センターが完成。八事キャンパスに新3号館が完成。
  - 4月 - 大学院理工学研究科の交通科学専攻修士課程を大学院理工学研究科交通機械工学専攻修士課程に改組。
- 2016年（平成28年）
  - 4月 - 外国語学部国際英語学科を設置し、愛知県名古屋市東区矢田南に開設したナゴヤドーム前キャンパスに置く。
  - 月不明 - 天白キャンパスに新校友会館、春日井（鷹来）キャンパスに教育研究館が完成。名駅サテライトを閉鎖。法学部応用実務法学科、大学院大学・学校づくり研究科大学・学校づくり専攻修士課程の学生募集を停止。
- 2017年（平成29年）
  - 4月 - 大学院理工学研究科に応用化学専攻修士課程、メカトロニクス工学専攻修士課程を設置。大学院理工学研究科の機械システム工学専攻修士課程を機械工学専攻修士課程に改組。人間学部人間学科、大学院人間学研究科人間学専攻を天白キャンパスからナゴヤドーム前キャンパスに移転。都市情報学部都市情報学科、大学院都市情報学研究科都市情報専攻を可児キャンパスからナゴヤドーム前キャンパスに移転。
  - 月不明 - 大学院理工学研究科の建設システム工学専攻修士課程を社会基盤デザイン工学専攻修士課程に改組。大学院法務研究科法務専攻専門職学位課程の学生募集を停止。
- 2018年（平成30年）4月 - 大学院大学・学校づくり研究科大学・学校づくり専攻修士課程を廃止。
- 2019年（令和元年）
  - 4月 - 可児キャンパス跡地に岐阜医療科学大学可児キャンパスが開設。
  - 12月 - 天白キャンパスに名城大学リチウムイオン電池研究センターが完成。
- 2020年（令和2年）
  - 1月 - 天白キャンパス本館2階に名城大学ノーベル賞受賞記念吉野彰教授関連図書展示室を設置。
  - 4月 - 理工学部環境創造工学科を設置。
  - 7月 - 大学院法務研究科を廃止。
- 2022年（令和4年）4月 - 情報工学部情報工学科を設置。

## 基礎データ

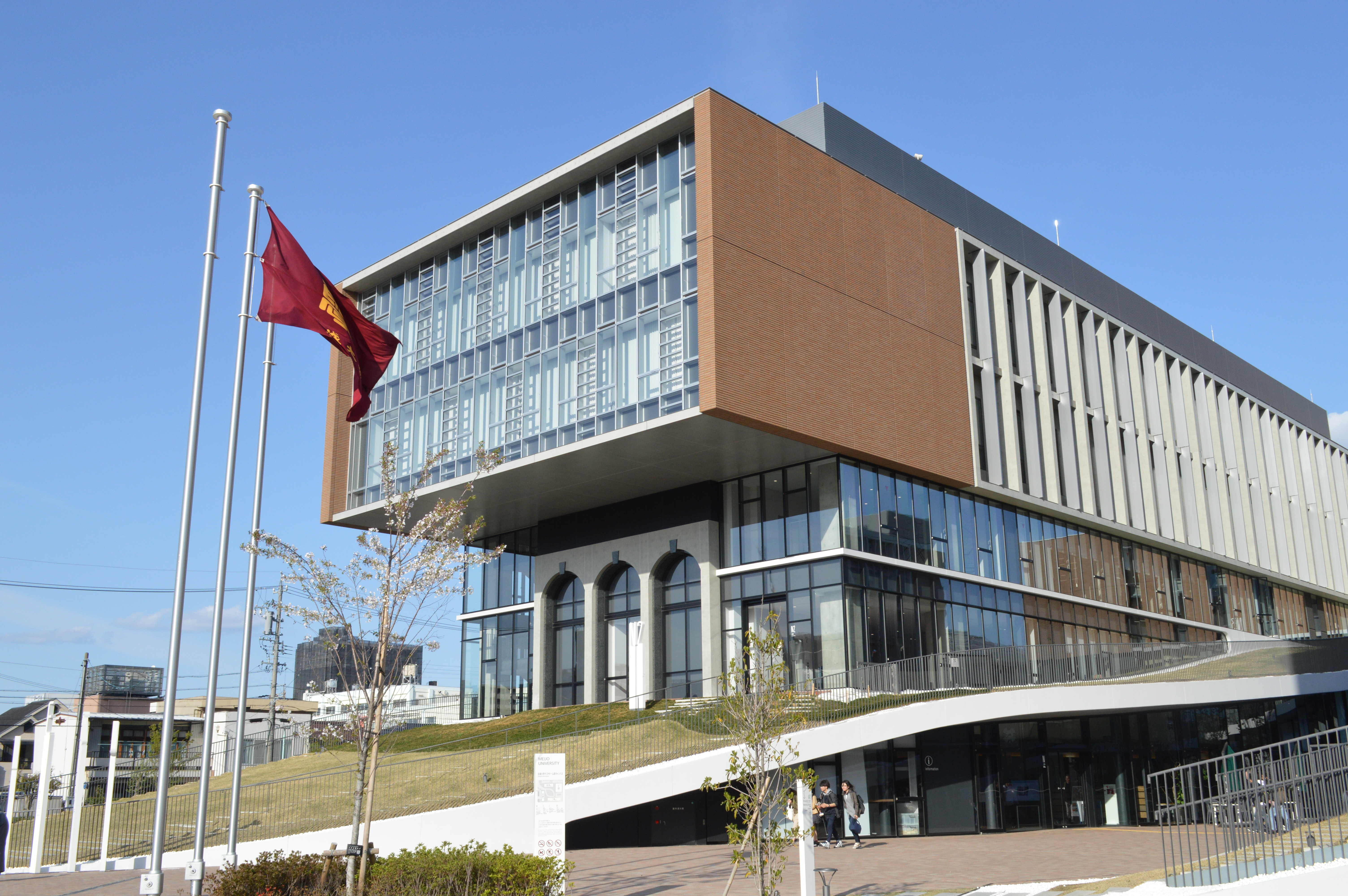
ナゴヤドーム前キャンパス

### 所在地
- 天白キャンパス（愛知県名古屋市天白区塩釜口一丁目501番地、北緯35度08分07.5秒 東経136度58分30.1秒）
- 八事キャンパス（愛知県名古屋市天白区八事山150番地、北緯35度08分13.1秒 東経136度58分04.9秒）
- ナゴヤドーム前キャンパス（愛知県名古屋市東区矢田南四丁目102番9、北緯35度11分21.2秒 東経136度56分37.6秒）
- 日進キャンパス（総合グラウンド）（愛知県日進市藤島町長塚75番地、北緯35度08分46.7秒 東経137度04分03.2秒）
- 春日井（鷹来）キャンパス附属農場（愛知県春日井市鷹来町字菱ヶ池4311番2、北緯35度16分11.8秒 東経136度57分47.1秒）

### 象徴
- 立学の精神は「穏健中正で実行力に富み、国家、社会の信頼に値する人材を育成する」である。
- スクールカラーはえんじ色（えび茶色）である。

## 教育および研究

### 組織

#### 学部
- 法学部
  - 法学科
  - 応用実務法学科　※募集停止
- 経営学部
  - 経営学科
  - 国際経営学科
- 経済学部
  - 経済学科
  - 産業社会学科
- 外国語学部
  - 国際英語学科
- 人間学部
  - 人間学科
- 都市情報学部
  - 都市情報学科
- 情報工学部
  - 情報工学科
- 理工学部
  - 数学科
  - 情報工学科　※募集停止
  - 電気電子工学科
  - 材料機能工学科
  - 応用化学科
  - 機械工学科
  - 交通機械工学科
  - メカトロニクス工学科
  - 社会基盤デザイン工学科
  - 環境創造工学科
  - 建築学科
- 農学部
  - 生物資源学科[注 1]
  - 応用生物化学科[注 2]
  - 生物環境科学科[注 3]
- 薬学部
  - 薬学科

#### 大学院
- 法学研究科
  - 法律学専攻（修士課程）（博士後期課程）
- 経営学研究科
  - 経営学専攻（修士課程）（博士後期課程）
- 経済学研究科
  - 経済学専攻（修士課程）（博士後期課程）
- 人間学研究科
  - 人間学専攻（修士課程）
- 都市情報学研究科
  - 都市情報学専攻（修士課程）（博士後期課程）
- 理工学研究科
  - 数学専攻（博士前期課程）（博士後期課程）
  - 情報工学専攻（修士課程）
  - 電気電子工学専攻（博士前期課程）
  - 材料機能工学専攻（修士課程）
  - 応用化学専攻（修士課程） ※平成29年度開設。
  - 機械システム工学専攻（修士課程） ※平成29年度より「機械工学専攻」に名称変更。
  - 機械工学専攻（修士課程） ※平成29年度に「機械システム工学専攻」より名称変更。
  - 交通科学専攻（修士課程） ※平成27年度より「交通機械工学専攻」に名称変更。
  - 交通機械工学専攻（修士課程） ※平成27年度に「交通科学専攻」より名称変更。
  - メカトロニクス工学専攻（修士課程） ※平成29年度開設。
  - 建設システム工学専攻（修士課程） ※平成29年度より「社会基盤デザイン工学専攻」に名称変更。
  - 社会基盤デザイン工学専攻（修士課程） ※平成29年度に「建設システム工学専攻」より名称変更。
  - 環境創造学専攻（修士課程）
  - 建築学専攻（修士課程）
  - 電気電子・情報・材料工学専攻（博士後期課程）
  - 機械工学専攻（博士後期課程）
  - 社会環境デザイン工学専攻（博士課程）
- 農学研究科
  - 農学専攻（修士課程）（博士後期課程）
- 薬学研究科
  - 薬学専攻（博士課程）
- 総合学術研究科
  - 総合学術専攻（博士前期課程）（博士後期課程）
- 大学・学校づくり研究科
  - 大学・学校づくり専攻（修士課程） ※平成28年度より学生募集停止。平成30年度に廃止。
- 法務研究科
  - 法務専攻（専門職学位課程） ※平成29年度より学生募集停止。

#### 附属機関
- 情報センター
  - 情報処理課
- 附属図書館
  - 情報管理課
  - 薬学部分館
  - ナゴヤドーム前キャンパス図書館
- 入学センター
- 大学教育開発センター
- 学務センター
  - 保健センター
- キャリアセンター
- 国際化推進センター
- 学術研究支援センター
- 教職センター
- 総合研究所
- アジア研究センター
- 先端科学技術研究所
- 光デバイス研究センター
- 青色LED共同研究センター
- 窒化物半導体基盤技術研究センター
- リチウムイオン電池研究センター
- 分析センター
- ナゴヤドーム前キャンパス事務室
- ノーベル賞受賞記念館
- 農学部
  - 附属農場
- 薬学部
  - 医薬情報センター

### 研究
著名な研究者として、赤﨑勇（青色LEDの開発者）、天野浩（青色LEDの開発者）、飯島澄男（カーボンナノチューブの発見者）、中川昌美（ニュートリノ振動の提唱者の1人）、水田洋（アダム・スミス研究の世界的権威）、吉野彰（リチウムイオン電池の開発者）などが挙げられる（過去に在籍していた者を含む）。
なお、赤﨑、水田は名古屋大学を退職後、名城大学に再就職した経歴を持つ。また、吉野は旭化成名誉フェローでもある。
ノーベル賞受賞に関連した多くの研究施設を有している。
なお、2014年に名城大学の赤﨑勇教授および天野浩元教授がノーベル物理学賞を受賞、2019年に名城大学の吉野彰教授がノーベル化学賞を受賞した際には、これらの受賞により、2015年度の名城大学の入学志望者が急増して、入試難易度も上昇した。(在籍教員から)ノーベル賞受賞者を輩出する私立大学は中部地方を含めた東日本では名城大学が初めてである。

#### 21世紀COEプログラム
- 情報・電気・電子
  - ナノファクトリー（2002年度採択）

#### 私立大学学術研究高度化推進事業
- ハイテク・リサーチ・センター整備事業
  - ワイドギャップ窒化物半導体の研究（1996年度選定）
  - 遺伝子工学による環境耐性植物の創製（1997年度選定）
  - 環境重視型創薬研究プロジェクト（1998年度選定）
  - 微生物の機能を利用した環境制御（1999年度選定）
  - 新領域エレクトロニクス基盤の構築（2001年度選定）
  - 制震構造化等の新しい概念による構造物の耐震性能向上プロジェクト（2007年度選定）
- 学術フロンティア推進事業
  - 量子情報論からの生命への接近（1997年度選定）
  - 高度情報社会における知識情報システムの開発研究（1998年度選定）
  - アジア・オセアニアの国際商事仲裁制度活性化の条件と方策（1999年度選定）
  - 地域産業集積の構造と動態（2000年度選定）
  - プロテオーム解析を基盤とするヒト疾患の創薬科学フロンティア（2000年度選定）
  - オンライン日本法コピーマート（2003年度選定）
  - 脳とこころの発達における神経科学的・心理的アプローチ（2007年度選定）
- 社会連携研究推進事業
  - グリーンバイオビジネス創製プロジェクト（2005年度選定）
- オープン・リサーチ・センター整備事業
  - 都市情報研究プロジェクト（2002年度選定）

#### 私立大学研究ブランディング事業
- タイプB（世界展開型）
  - 青色LEDを起点とした新規光デバイス開発による名城大ブランド構築プログラム（2016年度選定）
  - 新規ナノ材料の開拓と創製による名城大ブランド構築プログラム（2017年度選定）

#### その他
- GaN研究コンソーシアムの幹事機関

## 学生生活

### クラブ・サークル
体育系、文化系に分かれており、約140のクラブ、サークルがある。
- アメリカンフットボール部：全日本大学アメリカンフットボール選手権（4強1回）
- 硬式野球部：明治神宮野球大会（準優勝1回）
- 柔道部：東海学生柔道大会男子（優勝21回・19連勝）、全日本学生柔道優勝大会3人制女子（3位7回）
- 女子駅伝部：全日本大学女子駅伝対校選手権大会（優勝8回 (2005年・2017年～2023年 (7連覇) )・準優勝3回）、全日本大学女子選抜駅伝競走大会（優勝6回 (2018年～2023年 (6連覇) )・準優勝4回）
- ハンドボール部：全日本学生選手権大会（優勝1回）
- ラグビー部：全国地区対抗大学ラグビーフットボール大会（歴代最多優勝9回）
- 将棋部：全日本学生将棋団体対抗戦（優勝1回）
- 男子ラクロス部：東海学生ラクロスリーグ戦（優勝9回）

### 大学祭
毎年10月下旬か11月上旬に天白キャンパスと八事キャンパスでは3日間（準備日と片付け日を含めると5日間）、ナゴヤドーム前キャンパスでは2日間（準備日と片付け日を含めると4日間）それぞれ開催される。
3万人以上の人々が訪れ、大規模な大学祭となっている。
学術発表やステージでの発表、模擬店などがある。

## 施設

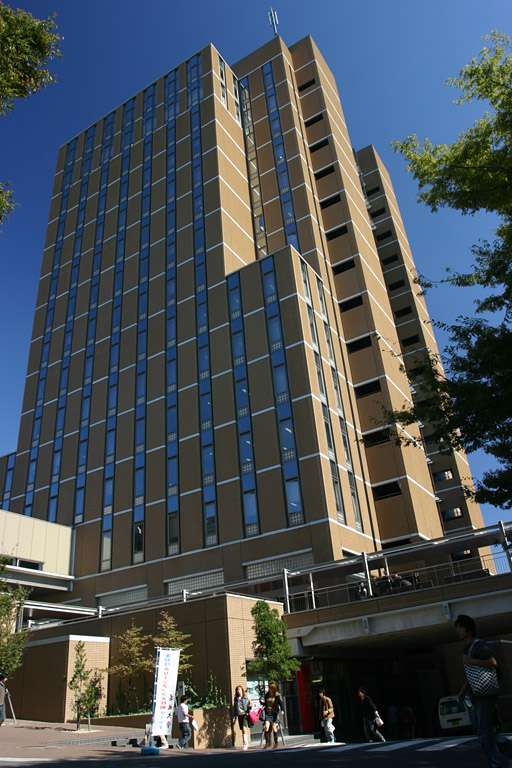
タワー75

### キャンパス

#### 天白キャンパス
- 使用学部：法学部／経営学部／経済学部／情報工学部／理工学部／農学部[5]
- 使用研究科：法学研究科／経営学研究科／経済学研究科／理工学研究科／農学研究科／総合学術研究科
- 敷地面積：114,338m²
- 交通アクセス：名古屋市営地下鉄鶴舞線塩釜口駅下車、1番出口より徒歩約5分。

2002年（平成14年）に開学75周年を記念して建設された「タワー75」は「天白キャンパス」の象徴的建造物であり、周辺一帯のランドマークとなっている。最上階からは名古屋駅周辺の高層ビル群や名港トリトンが見渡せる。高さ約75メートルで、天白区内では最高峰の建築物である。

#### 八事キャンパス
- 使用学部：薬学部
- 使用研究科：薬学研究科
- 敷地面積：17,553㎡
- 交通アクセス：名古屋市営地下鉄鶴舞線もしくは名城線八事駅下車、6番出口より徒歩約5分。

#### ナゴヤドーム前キャンパス
- 使用学部：外国語学部／人間学部／都市情報学部
- 使用研究科：人間学研究科／都市情報学研究科
- 敷地面積：17,937㎡
- 交通アクセス：名古屋市営地下鉄名城線ナゴヤドーム前矢田駅下車、2番出口より徒歩約3分。名鉄瀬戸線矢田駅より徒歩約10分。

#### 日進キャンパス（総合グラウンド）
- 交通アクセス：名古屋市営地下鉄東山線星ヶ丘駅下車、名鉄バス五色園行きに乗車、五色園バス停下車、徒歩10分。

多目的グラウンド、全天候型テニスコート、屋外プール、野球場などの各種競技施設が併設された日進総合グラウンドがある。

#### 春日井（鷹来）キャンパス附属農場
- 交通アクセス：JR東海中央本線春日井駅下車、名鉄バス小牧駅行きもしくは大草行きもしくはパナソニックエコシステムズ行きに乗車、総合体育館前バス停下車、徒歩5分。もしくはJR中央本線勝川駅下車、名鉄バス春日井市民病院（高山・南町屋経由）行きに乗車、総合体育館前バス停下車、徒歩5分。もしくは名鉄小牧線小牧駅下車、名鉄バスJR春日井駅行きに乗車、総合体育館前バス停下車、徒歩5分。

13haの敷地内に作物・果樹・蔬菜・作物の圃場畑や樹林、畜舎を有し、学部実習農場や研究農場として使用。芝生広場、グラウンドなどもある。農場本館は旧名古屋陸軍造兵廠 鷹来製造所本館を利用している。

## 対外関係

### 他大学との協定

#### 国内
- 全国私立大学FD連携フォーラムに参加している。
- 沖縄国際大学
- 神田外語大学
- 名古屋学芸大学
- 名古屋市立大学
- 名古屋大学
- 日本体育大学
- 先端医療開発コンソーシアム[8]

岐阜薬科大学・藤田医科大学・愛知学院大学・摂南大学
- 東北大学：減災や次世代放射光施設を利用した研究など包括連携協定[9]。

#### 海外
- アメリカ合衆国
  - 南カリフォルニア大学
  - 南オレゴン大学
  - ハワイ大学
  - サンフォード大学
  - オレゴン州立大学
- オーストラリア
  - クイーンズランド工科大学
- メキシコ
  - グァナファト大学
  - オートノマス・メトロポリタン大学
- キューバ
  - ホセ・アントニオ・エチヴェリア工科大学
- イギリス
  - ウエストミンスター大学
  - バース大学
- イタリア
  - トルヴェルガタ大学
- フランス
  - ナンシー第一大学
  - ナンシー第二大学・ナンシー商業学院
  - アルザス・欧州日本学研究所
- オランダ
  - ライデン大学
- ポーランド
  - ワルシャワ大学
- ロシア
  - 太平洋国立大学
  - モスクワ大学
- エジプト
  - ザガジク大学
- モロッコ
  - アル・アハワイン大学
- エジプト
  - スエズ運河大学
- 大韓民国
  - 高麗大学校法科大学
  - 加耶大学校
  - 東国大学校
  - 全南大学校
- 中華人民共和国
  - 内蒙古大学
  - 南開大学
  - 中国薬科大学
  - 新疆農業大学
  - 瀋陽薬科大学
  - 清華大学法律学部
  - 上海師範大学
  - 北京第二外国語学院
  - 内蒙古農業大学
  - 韶関学院
  - 上海同済大学アジア太平洋研究センター
  - 首都経済貿易大学
  - 浙江大学理学院・機械エネルギー学院
  - 大連交通大学
  - マカオ大学
  - 上海大学
  - 天津大学
- 台湾
  - 真理大学
  - 国立台湾大学
- ベトナム
  - ハノイ工科大学
  - ベトナム国家大学ハノイ校
  - ホーチミン市外国語・情報技術大学
- タイ
  - チエンマイ大学
  - チュラーロンコーン大学
- フィリピン
  - デラサール大学
  - フィリピン大学

### 高等学校との協定
- 愛知県立愛知総合工科高校：指定管理法人として2017年4月から専攻科を運営する。

### 地方自治体との協定
- 愛知県名古屋市
- 愛知県春日井市
- 愛知県名古屋市東区
- 愛知県名古屋市天白区
- 愛知県日進市
- 石川県
- 岐阜県可児市
- 静岡県
- 長野県
- 長野県木曽郡南木曽町
- 福井県

### 企業との協定
- イオンリテール
- NTT西日本
- 名古屋銀行

### 団体との協定
- 愛知同友会
- 全国「道の駅」連絡会
- 東京オリンピック・パラリンピック競技大会組織委員会
- UR都市機構
- 名古屋ダイヤモンドドルフィンズ

### 役所との協定
- 刈谷市教育委員会
- 国土交通省中部地方整備局

## 附属学校
- 名城大学附属高等学校